# Покровское сельское поселение (Ивнянский район)
Покро́вское се́льское поселе́ние — муниципальное образование в Ивнянском районе Белгородской области.
Административный центр — село Покровка.

## История
Покровское сельское поселение образовано 20 декабря 2004 года в соответствии с Законом Белгородской области № 159.

## Население
| 2010 | 2011  | 2012  | 2013  | 2014  | 2015  | 2016  | 2017  | 2018  |
| ---- | ----- | ----- | ----- | ----- | ----- | ----- | ----- | ----- |
| 1205 | ↘1202 | ↘1159 | ↘1151 | ↘1122 | ↘1114 | ↘1085 | ↘1053 | ↘1028 |
| 2019 | 2020  | 2021  |       |       |       |       |       |       |
| ↘994 | ↘967  | ↗1054 |       |       |       |       |       |       |

## Состав сельского поселения
| № | Населённый пункт | Тип населённого пункта       | Население |
| - | ---------------- | ---------------------------- | --------- |
| 1 | Береговой        | хутор                        | ↘28       |
| 2 | Красная Поляна   | хутор                        | ↘19       |
| 3 | Лучки            | хутор                        | ↘31       |
| 4 | Покровка         | село, административный центр | ↘880      |
| 5 | Рождественка     | село                         | ↘247      |